# サンフォード・スタジアム
サンフォード・スタジアム（Sanford Stadium）はアメリカ合衆国ジョージア州アセンズのジョージア大学キャンパス内にある球技場。座席数は92,746名。

## 概要
1929年に開場。NCAAフットボール公式戦の競技場としては6番目の規模を誇り、1996年アトランタオリンピックではサッカーが行われた。
現在はジョージア大学フットボールの試合が中心である。